# دار الصلابة (يافع)

تعديل مصدري - تعديل

دار الصلابة هي إحدى قرى عزلة لبعوس بمديرية يافع التابعة لمحافظة لحج، بلغ تعداد سكانها 327 نسمة حسب تعداد اليمن لعام 2004.